# Hansen, Schou & Weller
Hansen, Schou & Weller, senere blot Hansen & Weller, var det ledende fotografiske atelier i København i anden halvdel af 1800-tallet.

## Historie
Den 1. december 1867 blev firmaet Hansen & Schou grundlagt af portrætmaler N.C. Hansen, dennes bror, fotograf Georg E. Hansen, samt løjtnant og kontormand Albert Schou. To år senere, den 30. september 1869, blev Clemens Weller optaget kompagnon med næringsbrev som fotograf i virksomheden, som blev omdøbt til Hansen, Schou & Weller. Samme år, den 14. april, blev firmaet udpeget til kongelig hofleverandør. Firmaet lå i tidsrummet 1872 til 1885 på adressen Østergade 15, hvor ejendommens tag var blevet forsynet med ateliervinduer. De deltog i Den nordiske Industri- og Konstudstilling i Kjøbenhavn 1872 og i 1875 vandt de en bronzemedalje i Wien.
I 1885 fik firmaet en mondæn beliggenhed i Bredgade 28, Schimmelmanns Palæ, der i årene op til blev ombygget til Concertpalaiset ved Johan Schrøder og Georg Wittrock og forsynet med pavilloner ud til gaden, hvor atelieret kom til at ligge. Schou var udtrådt umiddelbart inden (1887), og da N.C. Hansen samtidig trak sig tilbage 1889, var Weller alene om forretningen under navnet Hansen & Weller. Georg E. Hansen havde opbygget et solidt kundegrundlag hos kongefamilien, adelen og borgerskabet, som også blev kunder i firmaet i palæet i Bredgade. Weller var en af tidens mest produktive fotografer. Han valgte at gemme samtlige sine fotoplader, hvilket betød, at der ved hans død i 1900 befandt sig omkring 360.000 negativer omhyggeligt indpakket og opmagasineret i forretningen. Firmaet ophørte samme år.